# Villa Hallé
La villa Hallé est une voie privée située dans le quartier du Petit-Montrouge du 14e arrondissement de Paris, en France.

## Situation et accès

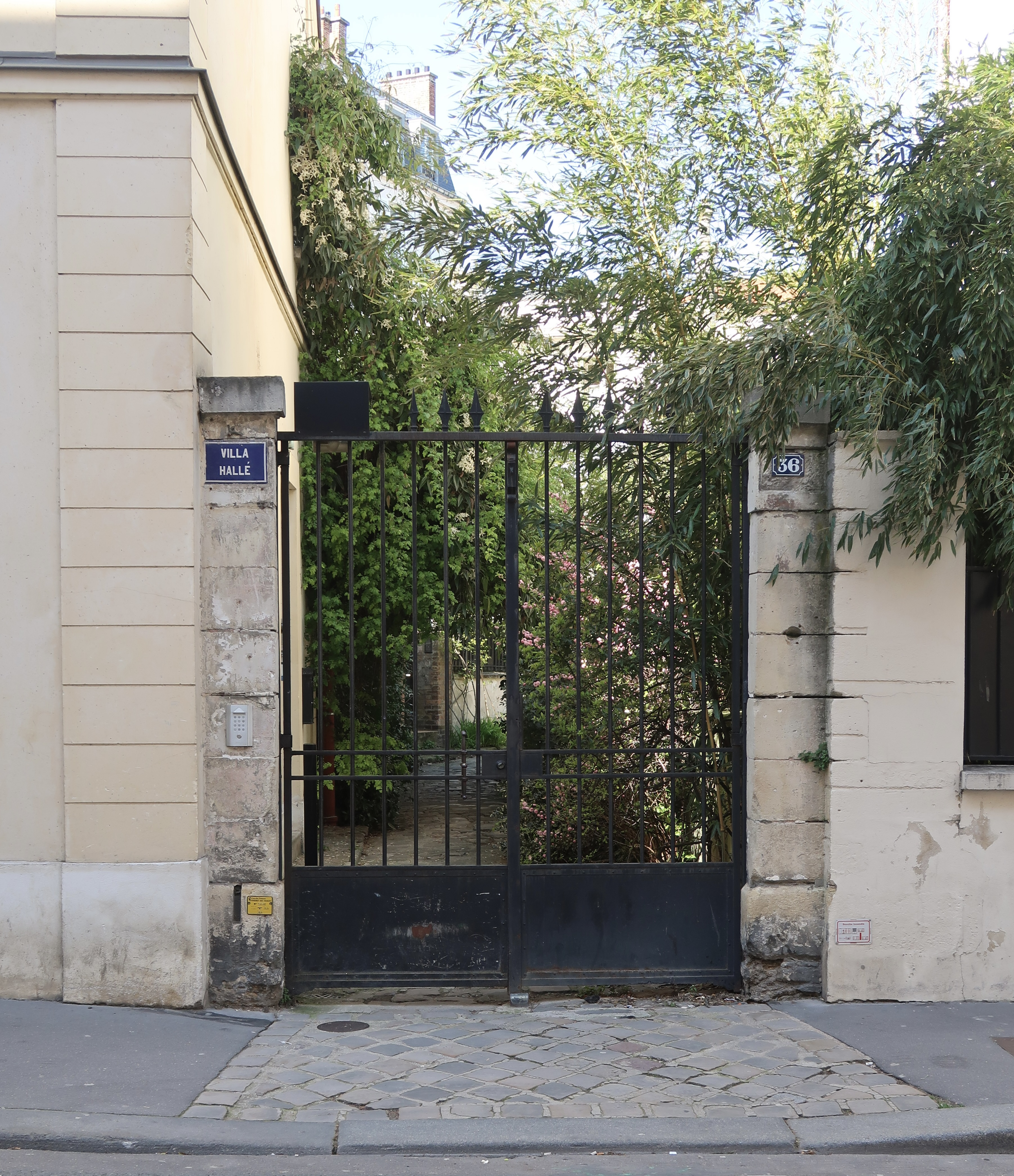
Entrée 36 rue Hallé.

La villa Hallé commence 36, rue Hallé et se termine en impasse.
Elle est desservie à proximité par la ligne 4 à la station Mouton-Duvernet ainsi que par les lignes 4 et 6 à la station Denfert-Rochereau.

## Origine du nom
Elle porte le nom du médecin de Napoléon Ier, Jean Noël Hallé, en raison de sa proximité avec la rue éponyme.

## Historique
Elle fait partie du « village d'Orléans ».

## Bâtiments remarquables et lieux de mémoire
- Dans cette voie, le céramiste Jacques Blin avait son atelier dans les années 1950.